# New Alcatraz (Boa)
Pour plus de détails, voir Fiche technique et Distribution.
New Alcatraz ou Boa est un film de science-fiction américain réalisé par Phillip J. Roth en 2001. Le film a été produit par Jeffery Plage et Ken Olandt. Il a été écrit par Terri Neish et Phillip J. Roth. Il est interprété par Dean Cain, Elizabeth Lackey et Mark Sheppard. Le film a été tourné en langue anglaise à Santa Clarita en Californie (États-Unis) et a été diffusé en direct-to-video le 7 décembre 2001 sous le titre original New Alcatraz signifiant en anglais « Nouvelle Alcatraz » qui essaie de profiter du succès de Python.

## Synopsis
En 2001, 35 pays font construire un pénitencier pour les criminels et terroristes meurtriers les plus dangereux du monde : la prison international souterraine de haute sécurité, la New Alcatraz (nouvelle alcatraz), base militaire américaine à sécurité maximale, à Douvres, à Northeastern Antarctique, au milieu du continent de l’Antarctique à 20 km du pôle Sud. Cependant, les personnes se trouvant sur place vont vite faire face à un boa géant sortit des entrailles de la terre, prêt à les dévorer.

## Fiche technique
- Titre original : New Alcatraz ou Boa sur VHS et DVD
- Réalisation : Phillip J. Roth
- Producteur : Jeffery Plage et Ken Olandt
- Cinématographie : Todd Barron
- Scénario : Terri Neish et Phillip J. Roth
- Musique : Richard McHugh (en)
- Pays d'origine :  États-Unis
- Langue : anglais
- Genre : science fiction
- Durée : 96 minutes
- Dates de diffusion :
  - Japon : 7 décembre 2001
  - États-Unis : 21 mai 2002
  - France  : 18 mars 2003

## Distribution
- Dean Cain (V.F. : Emmanuel Curtil) : le Dr Robert Trenton
- Elizabeth Lackey : le Dr Jessica Platt-Trenton
- Mark Sheppard : Yuri Breschkov, chef terroriste tchétchène
- Richard Tanner (en) : Peter Yvanov Yuvol, terroriste tchétchène
- Dean Biasucci (en) : major Simon Larsten, chef des militaires
- Craig Wasson : Warden Fred Riley, chef de la prison
- Chris Ufland : Jenkins, gardien
- Greg Collins (actor) (en) : Scott Poluso, employé
- Grand L. Bush (V.F. : Philippe Vincent) : sergent Quinn, chef des douze gardiens
- Gary Hershberger (en) : Goodman, chef des ouvriers
- Dana Ashbrook : Kelly Mitich, prisonnier expert en informatique
- Amandah Reyne : Patricia O'Boyle, prisonnière irlandaise
- Robert Madrid : José, attaque ambassade américaine à Buenos Aires
- Christopher Michael (en) : capitaine Thomas
- Marc Aurèle : le pilote de l'avion C-123
- Daniel McCoy (en) : le copilote de l'avion C-123
- Eric Gerleman : Gulfstream Pilot
- Ron Otis : McCarthy

## Production
Le film a été inspiré par le film Python, un des films d’horreur animalier (Liste de films d'horreur avec des animaux) les plus populaires de tous les temps avec Crocodile.

## Suite
Le film Boa vs. Python a été réalisé après le succès de Python et l'échec de Boa. Alors, il a été décidé de faire un crossover avec Python et Boa, impliquant les deux types de serpents l'un contre les autres[pas clair]. Mais Boa vs. Python a aussi été un échec.